# Journal of Thrombosis and Haemostasis
Journal of Thrombosis and Haemostasis  (jTH)es una revista médica mensual revisada por pares que cubre la investigación sobre trombosis y hematología en general. Es publicada por Wiley-Blackwell y los editores en jefe son David Lillicrap y James Morrissey. Los ex editores en jefe incluyen a Frits Rosendaal, Pieter Reitsma, Mike Greaves, David Lane, Pier Mannucci, Jos Vermylen, Jan Sixma, Francois Duckert y Rosemary Biggs . Es una revista oficial de la Sociedad Internacional de Trombosis y Hemostasia.

## Métricas de revista
2022
- Web of Science Group : 5.824
- Índice h de Google Scholar: 191
- Scopus: 13.274